# Wedge Tomb von Lettera

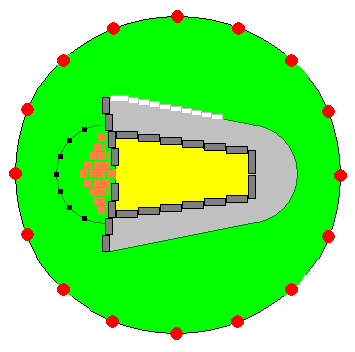
Idealtypisches Wedge Tomb Island (County Cork)

Das Wedge Tomb von Lettera liegt etwa 300 m östlich der Straße N 59 von Mallaranny nach Belmullet, nordöstlich der Megalithen von Castlehill, im Townland Lettera (irisch Leitreach) im Westen des County Mayo in Irland. Westlich liegen Achill Island und die Halbinsel Corraun. Ein Wedge Tomb (deutsch: Keilgräber, früher wedge-shaped gallery grave genannt) ist eine doppelwandige, ganglose, mehrheitlich ungegliederte Megalithanlage der späten Jungsteinzeit und der frühen Bronzezeit und typisch für die Westhälfte Irlands.
Das Nordost-Südwest-orientierte Wedge Tomb besteht aus einer schmalen Galerie. Ihr östlicher Teil, der 1,7 m lang und 0,9 m breit ist, wird von einem anscheinend verschobenen Deckstein bedeckt und ist relativ gut erhalten. Die Abmessungen der Galerie im Westen sind, obwohl wuchtige Steine andeuten, dass es hier Strukturen gab, unbestimmt. Um die Galerie sind Spuren des Cairns sichtbar. Anbauaktivitäten auf dem Feld lassen den Rand, besonders im Osten, jedoch unscharf erscheinen.
Das östliche Kammerende wird durch einen einzigen Stein verschlossen. Sein nördliches Ende ist verdeckt, aber er ist mindestens 0,55 m lang und 0,25 m hoch. Ein sich stark nach innen neigender Stein, der im aufrechten Zustand 0,55 m hoch wäre, ist auf der Kammernordseite sichtbar. Sein östliches Ende ist verdeckt, aber er ist mindestens 0,65 m lang. Der gegenüberliegende Seitenstein ist 0,75 m und der Nebenstein 0,3 m hoch. Der Deckstein misst 1,55 × 0,9 m und ist 0,25 m dick. Vor der Galerie steht ein 0,45 m hoher, aufrechter Stein, dessen Funktion unklar ist. Unmittelbar östlich davon befindet sich ein 1,5 × 0,85 m messender liegender Stein, der ein verschobener Deckstein(teil) sein könnte. Darüber hinaus liegen im Süden die Gipfel von drei kleineren liegenden Steine frei.